# En apparence
Pour plus de détails, voir Fiche technique et Distribution.
En apparence est un téléfilm français réalisé par Benoît d'Aubert, diffusé le 22 octobre 2012 sur TF1.

## Synopsis
Alice, mariée à François, croise Bruno, son amour de jeunesse. Ils décident de se revoir mais Bruno disparaît.

## Technique
- Réalisation : Benoît d'Aubert
- Scénario : Alain Brunard, Yann Le Gal
- Musique : Guillaume Roussel
- Production : Delphine Claudel, Stéphane Lhoest, Christophe Louis
- Durée : 90 minutes

## Distribution
- Barbara Schulz : Alice
- Samuel Le Bihan : François
- Grégory Fitoussi : Bruno
- Thierry Hancisse : Jacques
- Jean-Paul Comart : L'inspecteur Guérault
- Nadia Fossier : Mélanie
- Françoise Lépine : Eva
- Luc Le Castrain : Mathieu
- Mathieu Lardier : Serveur
- Camille Cieslak : Petite fille du couple d’amis